# Gamtoos (flod)
Gamtoos er en flod i provinsen Eastern Cape i Sydafrika og er cirka 645 km lang med et nedslagsfelt på 34 635 km². Navnet Gamtoos stammer antagelig fra en khoikhoi–klan som fik navnet "Gamtousch" af tidlige hollandske nybyggere.
Nedbøren i nedslagsfeltet er lav, men floden er kilde for kommerciel kunstvanding i landgruget i det nedre nedslagsfeltet, hvor appelsiner, tobak, citrusfrugt og grønsager dyrkes. Gamtoos' naturreservat ligger, hvor Gamtoos løber ud i det Indiske Ocean mellem Jeffreys Bay og Port Elizabeth. Byerne Hankey og Patensie ligger i floddalen. Længere inde i landet ligger byerne Steytlerville, Joubertina, Uniondale, Willowmore og Murraysburg.
33°58′09″S 25°01′58″Ø / 33.969097°S 25.0328°Ø